# Paddtjärnen (Karlskoga socken, Värmland, 659952-142531)
Paddtjärnen är en sjö i Karlskoga kommun i Värmland och ingår i Göta älvs huvudavrinningsområde. Sjön är 7 meter djup, har en yta på 0,025 kvadratkilometer och befinner sig 170 meter över havet.